# Počítačová skříň

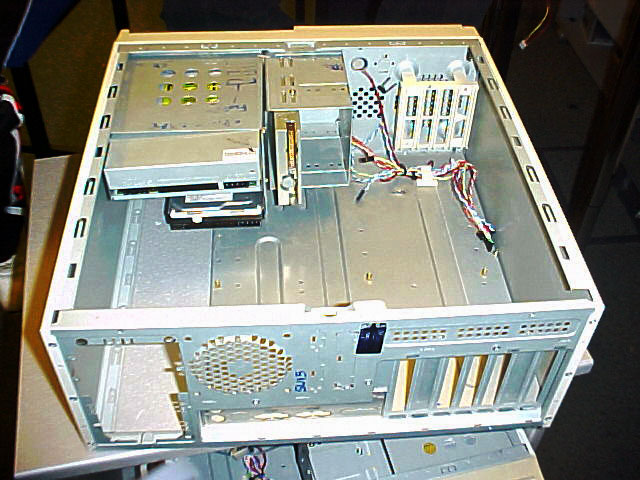
Pohled do počítačové skříně

Počítačová skříň (anglicky computer case, slangově case nebo šasi) je hardware pro počítače, který slouží k mechanickému upevnění všech ostatních vnitřních dílů a částí počítače. Nejčastěji se jedná o celokovové šasi se standardizovanými rozměry, úložnými šachtami (bay) a montážními otvory korespondujícími s mechanickými rozměry ostatních součástí počítače.

## Konstrukce

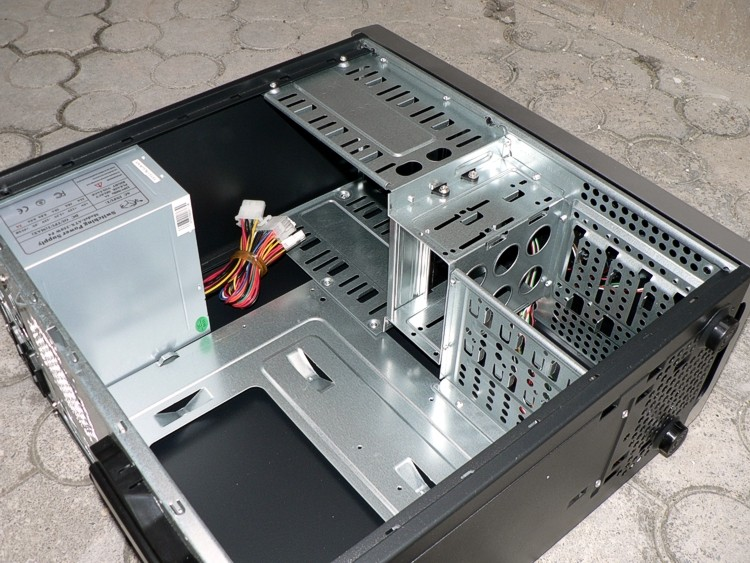
Šachty pro počítačový hardware

Obvykle je skříň vyrobená z plechu (ocel, dural, hliník, karbon…), ale může být i z plastu a nebo jiných materiálů. Skříň má odnímatelné víko nebo boční stěny, které po odstranění odhalí samotné šasi. Šasi je kostra skříně s vytvořenými upevňovacími plochami a otvory, do kterých se připevňují všechny interní mechanické díly počítače.
Základem je plocha pro uložení základní desky patřičného rozměru. Obvykle je skříň univerzální pro jeden typ základní desky, například ATX a jeho varianty (micro ATX, ATX, DTX, mini ATX, flex ATX). Rozměry základní desky odpovídají rozmístění upevňovacích otvorů, otvorů v zadní stěně pro výstupní konektory, upevňovací lišty a pro rozšiřující karty. Obsahuje ovládací prvky (zapínací tlačítko, reset), indikační prvky (LED indikující zapnutí, LED indikující činnost disku) a rozšiřující konektory (USB, audio, FireWire) umístěné na čelním panelu skříně.
Další částí skříně je místo pro upevnění napájecího zdroje pro daný typ základní desky (např. zdroj ATX). Upevňovací otvory ve skříni odpovídají rozmístění upevňovacích otvorů ve zdroji. Skříně se přitom dodávají s namontovanými zdroji i bez nich. Typicky u výkonnějších počítačových sestav je potřeba spočítat odpovídající výkon zdroje a ten podle toho pořídit zvlášť.
Zvláštní kategorií jsou upevňovací šachty (bay). Skříň má zpravidla několik 5,25" šachet pro upevnění 5,25" mechanik s čelním panelem (např. optické mechaniky), několik 3,5" šachet pro upevnění 3,5" mechanik s čelním panelem (FDD, ZIP, MO) s několik 3,5" šachet pro upevnění 3,5" mechanik bez čelního panelu (HDD). Počet těchto šachet se liší u jednotlivých velikostí počítačových skříní.
Rozdíl mezi mechanikou s čelním panelem a bez něho je v tom, že mechanika má čelní panel, který musí zůstat dostupný i když je skříň uzavřená – jsou na něm ovládací a funkční prvky mechaniky (např. optická mechanika má na čelním panelu výsuvný tray, ovládací tlačítka a kontrolky) a mechanika bez čelního panelu zůstává celá ukrytá v zavřené skříni (např. pevný disk). Počet šachet souvisí s celkovou velikostí skříně.
Ve skříni se dále nacházejí místa pro upevnění standardních přídavných ventilátorů o rozměrech 8 a 12 cm. Některé skříně mají nadstandardní výbavu – měřiče teploty, přídavná chlazení, displeje či dekorativní osvětlení.

## Tvar a rozměry
Skříně se vyrábějí v rozličných velikostech a pro různé typy základních desek. Z hlediska použití se skříně dělí na dva základní typy – „naležato“ (desktop) a „nastojato“ (tower).
- Skříně „naležato“ leží na své největší stěně a základní deska upevněná v takové skříni je ve své přirozené poloze v rovině. Nevýhodou těchto skříní je, že zabírají více místa a jsou málo oblíbené. Výhodou je, že základní deska a přídavné karty na ní umístěné mají přirozené chlazení (karty jsou ve své poloze a teplo, které vyvíjejí se přirozeně dostává mimo karty, respektive základní desky). Příklady takových skříní jsou skříně desktop, slim, booksize, desknote.

- Skříně „nastojato“ leží na své nejmenší stěně a tím zabírají nejméně místa. Výhodou je přirozené upevnění mechanik (jednoduché vkládání média do optické mechaniky). Nevýhodou je, že základní deska je umístěná svisle a tím přídavné karty leží vodorovně. Některé karty, které vyvíjejí největší teplo (AGP a PCIE grafické karty) jsou tím pádem umístěné chladičem dolu – dolu hlavou, což je z hlediska chlazení nejhorší možný stav, takže teplo se přirozeně drží pod chladičem a způsobuje přehřátí karet. Takové skříně vyžadují kvalitnější větrání (přídavné ventilátory, usměrnění proudu vzduchu okolo zdroje tepla, …). Typické je větrání zepředu dozadu či zdola nahoru.[6] Větší využití ventilátorů pak zvyšuje hlučnost počítače v zátěži, což je někdy řešeno tzv. vodním chlazením, které je tišší[7]. Tyto skříně patří mezi nejoblíbenější. Příkladem je skříň tower, supertower, minitower, miditower, bigtower (tower skříně se liší počtem 5,25" šachtami a tím pádem výškou – miditower má obvykle 4 šachty), booksize nastojato.

Důležitým bodem je i design počítačové skříně. Skříně podléhají módním trendům a často vypadají jako umělecká díla. Je možné si zakoupit i umělecky dodělané skříně – různé malby, výřezy, podsvícení, doplňky, displaye, ovladače chlazení, teploměry, přídavné konektory. Vizuálně výraznější počítačové skříně se používají zejména v herní komunitě. Okolo roku 2000 a před ním byla nejmódnější barva počítače a jeho doplňků (klávesnice, myš, tlačítek..) béžová – dnes převládá černá a stříbrná barva s barevnými doplňky. Individuálním úpravám vzhledu počítačových skříní se říká casemodding.